# Грабін Володимир Володимирович
Володимир Володимирович Грабін (23 липня 1933, рудник «Південний», тепер Бахмутський район, Донецька область — 27 травня 2025, місто Київ) — український державний та політичний діяч. Депутат Верховної Ради УРСР 11-го скликання, народний депутат України 1-го скликання, державний службовець 3 рангу. Член Ревізійної Комісії КПУ в 1986—1990 р.

## Біографія
Народився в родині робітників.
З 1950 року — тесляр будівельної дільниці тресту «Трансводбуд» міста Дніпропетровська. З 1951 року — матрос, кочегар, рульовий пароплаву «Молодогвардієць» у місті Дніпропетровську.
З 1952 по 1955 рік — служба в Радянській армії.
З 1955 року — кочегар паровоза Нижньодніпровського залізничного вузла у місті Дніпропетровську.
Член КПРС з 1956 року
З 1956 року — прохідник шахти «Київська № 5» Ворошиловградської області. З 1957 року — вибійник, звільнений секретар комітету ЛКСМУ шахти «Новодружевська» міста Лисичанська Ворошиловградської області.
У 1961—1962 роках — інструктор Лисичанського районного комітету КПУ Луганської області.
У 1962—1963 роках — завідувач промислово-транспортного відділу Сєверодонецького міського комітету КПУ Луганської області.
З 1963 року — заступник секретаря партійного комітету, заступник директора Сєвєродонецького хімічного комбінату Луганської області.
У 1967—1969 роках — старший інженер-технолог, у 1969—1972 роках — секретар партійного комітету Сумського заводу важкого компресоробудування.
У 1972 році закінчив заочно Харківський інженерно-економічний інститут, інженер-економіст.
У 1972—1978 роках — завідувач сектору оборонної промисловості, завідувач промислово-транспортного відділу Сумського обласного комітету КПУ.
З 1978 року — 1-й секретар Конотопського міського комітету КПУ Сумської області.
У 1982 році закінчив заочно Вищу партійну школу при ЦК КПУ.
У 1982 — 10 січня 1984 року — секретар Сумського обласного комітету КПУ.
10 січня 1984 — 20 листопада 1990 року — 2-й секретар Сумського обласного комітету КПУ.
Член Сумського обласного комітету, член бюро Сумського обласного комітету КПУ; депутат Сумської обласної Ради.
18.03.1990 обраний Народним депутатом України, 2-й тур 56.14 % голосів, 4 претендентів. Входив до груп «Аграрники», «За соціальну справедливість». Голова підкомісії Комісії ВР України з питань розвитку базових галузей народного господарства.

## Нагороди
- орден Трудового Червоного Прапора
- орден «Знак Пошани»
- медалі